# Deconica
Deconica là một chi nấm trong họ Strophariaceae, thuộc bộ Agaricales. Chi này đã từng được một vài nhà nghiên cứu công nhận là một chi độc lập, trong đó có Rolf Singer năm 1951, Dennis và Orton năm 1960, và Horak năm 1979.

## Danh sách các loài
Nhiều loài trong chi Deconica được nhà nghiên cứu Machiel Noordeloos sắp xếp vào trong một công bố năm 2009.
- Deconica aequatoriae[6]
- Deconica alpestris[6]
- Deconica angustispora[6]
- Deconica argentina[7]
- Deconica aureicystidiata[8]
- Deconica bayliasiana
- Deconica caricicola
- Deconica castanella
- Deconica chionophila
- Deconica citrispora
- Deconica coprophila
- Deconica crobula
- Deconica eucalyptina
- Deconica flocculosa
- Deconica goniospora[8]
- Deconica horizontalis
- Deconica hartii
- Deconica inquilina
- Deconica magica
- Deconica merdaria
- Deconica merdicola
- Deconica micropora
- Deconica moelleri
- Deconica mongolica[9]
- Deconica montana var. macrospora
- Deconica musacearum[7]
- Deconica novae-zelandiae
- Deconica neocaledonica[8]
- Deconica neorhombispora[10]
- Deconica pegleriana[7]
- Deconica philipsii
- Deconica phyllogena
- Deconica pratense
- Deconica pseudobullacea[6]
- Deconica rhomboidospora
- Deconica schoeneti
- Deconica semiinconspicua[6]
- Deconica singeriana[7]
- Deconica subcoprophila
- Deconica submaritima
- Deconica subviscida
- Deconica tenax
- Deconica thailandensis[6]
- Deconica umbrina[6]
- Deconica velifera
- Deconica venezuelana[7]
- Deconica vorax
- Deconica xeroderma